# City Hall and City Duma
City Hall și City Duma a fost un proiect ce s-a finalizat în 2006, 9 august. Ele se află în Rusia, la Moscova. Au înălțimea de 308,4 metri și înălțimea de 70 de etaje.